# Dvärsätt
Dvärsätt är en tätort i Rödöns distrikt (Rödöns socken) i Krokoms kommun i Jämtlands län. Orten ligger cirka 3 km söder om Krokom och 16 km nordväst om Östersund vid Storsjöns utlopp i Indalsälven. 
Mittbanan har sin sträckning genom byn tillsammans med Länsväg Z 611.

## Befolkningsutveckling
| Befolkningsutvecklingen i Dvärsätt 1975–2020     | Befolkningsutvecklingen i Dvärsätt 1975–2020 | Befolkningsutvecklingen i Dvärsätt 1975–2020 | Befolkningsutvecklingen i Dvärsätt 1975–2020 | Befolkningsutvecklingen i Dvärsätt 1975–2020 |
| ------------------------------------------------ | -------------------------------------------- | -------------------------------------------- | -------------------------------------------- | -------------------------------------------- |
|                                                  |                                              |                                              |                                              |                                              |
| År                                               |                                              |                                              | Folkmängd                                    | Areal (ha)                                   |
| 1975                                             | 1975                                         |                                              | 219                                          |                                              |
| 1980                                             | 1980                                         |                                              | 213                                          |                                              |
| 1990                                             | 1990                                         |                                              | 222                                          | 29                                           |
| 1995                                             | 1995                                         |                                              | 307                                          | 33                                           |
| 2000                                             | 2000                                         |                                              | 415                                          | 34                                           |
| 2005                                             | 2005                                         |                                              | 437                                          | 36                                           |
| 2010                                             | 2010                                         |                                              | 461                                          | 41                                           |
| 2015                                             | 2015                                         |                                              | 745                                          | 131                                          |
| 2020                                             | 2020                                         |                                              | 779                                          | 129                                          |
| Anm.: Ny tätort 1975. sammanvuxen med Hägra 2015 |                                              |                                              |                                              |                                              |

## Samhället
I Dvärsätt låg tidigare Dvärsätts mejeri som numera är ombyggt till en möbelaffär (Europa Möbler). Statoil och Shell hade innan E14 omdragning stationer i Dvärsätt. Numera huserar livsmedelsbutiken Handlar'n i Statoils gamla stationsbyggnad.

## Idrott
I orten finns Sandnäset GK (tidigare Krokoms GK).